# Bartolomé de Quevedo
Bartolomé de Quevedo o Quebedo (Sahagún, c. 1510 - Toledo, 31 de agosto de 1569) fue un compositor, teórico musical y maestro de capilla español.

## Vida
Bartolomé de Quevedo nació en Sahagún, en la provincia de León, hacia 1510. Se desconoce cuál fue su formación musical.
El 8 de agosto de 1546 participaba como juez en las oposiciones al magisterio de la Catedral de León un Bartolomé Gómez de Quevedo, siendo maestro de capilla del arzobispo de Santiago, Pedro Manuel. Posiblemente se trate del mismo maestro de capilla.

Nos Pedro del Portillo, canónigo y maestro de capilla de la catedral de Oviedo, y Bartolomé Quevedo, maestro de capilla del muy ilustre y Reverendo Sr. D. Pedro Manuel, arzobispo de Santiago, siendo jueces elegidos y magníficos señores deán y Cabildo de la santa iglesia catedral de León, para ver y examinar las cualidades, suficiencias, méritos y calidades de los opositores [...] habemos entendido que siendo todos los opositores sobredichos hábiles y suficientes para este oficio, vel quasi, pero que para el servicio y provecho de la dicha iglesia, hallamos, concurrimos ventaja y calidades para tener el dicho magisterio en Diego de Cepeda, al cual nos pareció que debíamos nombrar y nombramos maestro de capilla de dicha iglesia.

Las primeras noticias seguras que se tienen de este compositor son de entre 1549 y 1552, cuando ejerció de maestro de la infanta Juana de Austria en Arévalo. La infanta Juana llegaría a Lisboa en noviembre de 1552 para buscar el matrimonio con Juan Manuel de Portugal, príncipe heredero al trono portugués, por lo que para ese momento Quevedo ya había perdido su trabajo.
Por razones desconocidas, el 26 de junio de 1553 Andrés de Torrentes entregó su renuncia como maestro de capilla al cabildo de la Catedral de Toledo. Es posible que fuese por razones económicas, ya que en los años anteriores Torrentes había solicitado préstamos considerables, de 50 000 y 74 666 maravedís. El 4 de julio se publicaron los edictos y se dio un plazo de 60 días. Se presentaron a las pruebas Bartolomé de Quevedo Cristóbal de Morales, Juan Gómez de Alzaga y Ramiro Ordóñez. Quevedo fue nombrado maestro de capilla de la catedral toledana el 14 de febrero de 1554, ya que Morales había fallecido poco antes de la decisión. Durante su magisterio, Quevedo fue maestro del teórico musical Martín Gómez de Herrera.
Quevedo fue despedido «por mal acondicionado» a principios de 1563, pero permaneció en la capilla de música con una prebenda de cantor. El magisterio fue entregado a Bernardino de Ribera el 15 de abril de 1563, que procedía de la Catedral de Ávila. Ambos compartirían las responsabilidades del magisterio hasta el fallecimiento de Quevedo, el 31 de agosto de 1569. Su biblioteca pasó a su sobrino, que estudiaba en la Universidad de Alcalá de Henares, que la donó a la Universidad.

## Obra
Solo se conocen tres composiciones de Bartolomé de Quevedo, las tres conservadas en la Catedral de Toledo,
- Asperges me a 4 y 5 voces
- Ave verum corpus (fragmento)
- Victimae paschali laudes a 4 voces

Pero se sabe que Juana de Austria poseía un magnífico volumen con composiciones de Quevedo que ha desaparecido.
En su versión de teórico musical, Quevedo comentó el De vita et honestate clericorum del papa Juan XXII. En el comentario, escrito en latín, Quevedo se queja del oscurecimiento de la música polifónica contemporánea, asaltada por el crecimiento del cromatismo y la ampliación hasta a tres octavas. También estaba en contra del excesivo uso de los instrumentos en la iglesia.